# Monopeltis adercae
Monopeltis adercae — вид плазунів з родини амфісбенових (Amphisbaenidae). Ендемік Демократичної Республіки Конго.

## Поширення і екологія
Monopeltis adercae мешкають в регіоні Катанга на півдні ДР Конго, зокрема в околицях міста Маноно. Вони живуть в рідколіссях, на висоті від 600 до 620 м над рівнем моря, в перехідній зоні між високогір'ями і саванами міомбо.